# Dark Lane Demo Tapes
Dark Lane Demo Tapes è il settimo mixtape del rapper americano-canadese Drake, pubblicato il 1º maggio 2020 dalla OVO e Republic.

## Pubblicazione
Il 30 aprile 2020 l'interprete ha annunciato il mixtape tramite il proprio profilo Instagram, nell'occasione ha anche rivelato che la data d'uscita del suo sesto album in studio sarebbe stata prevista per l'estate 2020.

## Accoglienza
| Recensione    | Giudizio |
| ------------- | -------- |
| AllMusic      |          |
| Exclaim!      | 7/10     |
| The Guardian  |          |
| NME           |          |
| Pitchfork     | 6,8/10   |
| Rolling Stone |          |
| Rumore        | 50/100   |

Dark Lane Demo Tapes ha ricevuto recensioni perlopiù miste da parte della critica specializzata. Secondo l'aggregatore di recensioni Metacritic, il disco possiede un punteggio di 60 su 100 basato su nove recensioni.

## Tracce
1. Deep Pockets – 3:42 (Aubrey Graham, Noah Shebib, Patrick Reynolds)
2. When to Say When – 3:43 (Aubrey Graham, Alonzo Thornhill, June James, Anthony Costley, Jr., Bobby Glenn, Ralph Johnson, Robin Weisse)
3. Chicago Freestyle (feat. Giveon) – 3:40 (Aubrey Graham, Giveon Evans, Rupert Thomas Jr., Noel Cadastre, Marshall Mathers, Jeff Bass, Steve King)
4. Not You Too (feat. Chris Brown) – 4:29 (Aubrey Graham, Cadastre)
5. Toosie Slide – 4:07 (Aubrey Graham, Ozan Yildirim)
6. Desires (feat. Future) – 3:57 (Aubrey Graham, Nayvadius Wilburn, Darius Hill)
7. Time Flies – 3:12 (Aubrey Graham, Ozan Yildirim)
8. Landed – 2:32 (Aubrey Graham, Ronald LaTour, Dylan Cleary-Krell)
9. D4L Freestyle (con Future e Young Thug) – 3:09 (Aubrey Graham, Nayvadius Wilburn)
10. Pain 1993 (feat. Playboi Carti) – 2:29 (Aubrey Graham, Jordan Carter, Jordan Jenks)
11. Losses – 4:31 (Aubrey Graham, Michael Hernandez, Elias Sticken, Rupert Thomas Jr.)
12. From Florida With Love – 3:54 (Aubrey Graham, Noah Shebib, Cameron Pitts)
13. Demons (feat. Fivio Foreign & Sosa Geek) – 3:24 (Aubrey Graham, Maxie Ryles, Jessie Madison, Jonathan Mensah)
14. War – 3:00 (Aubrey Graham, Manalla Yusuf)

## Formazione
Musicisti
- Sevn Thomas – pianoforte (traccia 3)

Produzione
- Noah Shebib – registrazione (tracce 1, 4, 6, 7), missaggio (tracce 1, 2, 5, 6)
- Noel Cadastre – missaggio (tracce 2, 4, 7-14), registrazione (tracce 3-14), assistenza al missaggio (traccia 5)
- Chris Athens – mastering (tracce 1-7, 14)

## Successo commerciale
Negli Stati Uniti d'America ha esordito alla 2ª posizione della Billboard 200 statunitense, accumulando nel corso della settimana 223 000 unità equivalenti, di cui 19 000 sono vendite pure, 201 000 sono stream-equivalent units risultanti da 269,1 milioni di riproduzioni in streaming dei brani mentre le restanti 4 000 sono track-equivalent units equivalenti alle vendite digitali dei singoli brani.
Nel Regno Unito, invece, ha debuttato alla vetta con 19 851 unità distribuite nel corso della sua prima settimana d'uscita. È diventato il terzo album numero uno dell'interprete nella Official Albums Chart. In Irlanda ha esordito al numero uno, risultando il più riprodotto in streaming della settimana e divenendo il secondo album del rapper ad eseguire tale risultato nella classifica irlandese.
In Australia è diventato il terzo album uno del rapper dopo aver esordito alla vetta. Discorso analogo in Nuova Zelanda, dove ha debuttato al vertice della classifica nazionale.

## Classifiche

### Classifiche settimanali
| Classifica (2020) | Posizione massima |
| ----------------- | ----------------- |
| Australia         | 1                 |
| Austria           | 5                 |
| Belgio (Fiandre)  | 3                 |
| Belgio (Vallonia) | 3                 |
| Canada            | 1                 |
| Danimarca         | 3                 |
| Estonia           | 1                 |
| Finlandia         | 5                 |
| Francia           | 2                 |
| Germania          | 11                |
| Irlanda           | 1                 |
| Islanda           | 3                 |
| Italia            | 4                 |
| Lituania          | 1                 |
| Norvegia          | 2                 |
| Nuova Zelanda     | 1                 |
| Paesi Bassi       | 1                 |
| Portogallo        | 7                 |
| Regno Unito       | 1                 |
| Spagna            | 3                 |
| Stati Uniti       | 2                 |
| Svezia            | 2                 |
| Svizzera          | 2                 |

### Classifiche di fine anno
| Classifica (2020) | Posizione |
| ----------------- | --------- |
| Australia         | 90        |
| Belgio (Fiandre)  | 113       |
| Canada            | 24        |
| Francia           | 177       |
| Islanda           | 82        |
| Paesi Bassi       | 74        |
| Regno Unito       | 75        |
| Stati Uniti       | 28        |
| Classifica (2021) | Posizione |
| Stati Uniti       | 117       |